# Yassine Bounou
Yassine Bounou (arabă ياسين بونو  ; berberă ⵢⴰⵙⵉⵏ ⴱⵓⵏⵓ  ;  n. 5 aprilie 1991, Montréal, provincia Québec, Canada), cunoscut și sub numele de Bono, este un fotbalist marocan, care joacă pe post de portar la Al-Hilal în Liga Profesionistă din Arabia Saudită. Pe plan internațional, are prezențe la națională pentru Maroc U20⁠(d), Maroc U23⁠(d) și Maroc.
Și-a petrecut cea mai mare parte a carierei în Spania, având peste 100 de apariții în La Liga pentru Girona și Sevilla și 56 în Segunda División pentru Zaragoza și Girona. A câștigat UEFA Europa League cu Sevilla în 2020.
Internațional complet pentru Maroc din 2013, Bounou și-a reprezentat națiunea la două Campionate Mondiale și trei turnee ale Cupei Africii pe Națiuni. El a jucat anterior pentru echipa sub 23 de ani la Jocurile Olimpice din 2012.

## Carieră

### Wydad Casablanca
Bono s-a născut în Montreal, Quebec, din părinți marocani. Tatăl său este originar din regiunea Taounate.   La 3 ani, s-a mutat la Casablanca, unde sa alăturat echipei Wydad Casablanca când era copil în 1999. Îi plăcea să joace folosind picioarele, dar din cauza înălțimii lui s-a sugerat ulterior să devină portar; o provocare pe care a acceptat-o. Idolii săi au fost Gianluigi Buffon și Edwin van der Sar. În 2011, a debutat la seniori, după ce cu un an mai devreme fusese promovat la prima echipă. 

### Atlético Madrid
Pe 14 iunie 2012, Bounou s-a mutat la Atlético Madrid din La Liga, fiind inițial repartizat în rezervele din Segunda División.  El a avut rolul de al treilea portar și a semnat un nou contract de patru ani la 31 mai 2013.  În vara lui 2014, după ce a profitat de plecările lui Thibaut Courtois și Daniel Aranzubia, a fost promovat definitiv în lotul principal. Și-a făcut debutul cu prima echipă pe 24 iulie 2014, într-o victorie amicală de pre-sezon cu 1-0 împotriva lui CD Numancia. 

### Zaragoza
La 1 septembrie 2014, Bounou a fost împrumutat la Real Zaragoza din Segunda División, într-un contract de un sezon.  Eliminat de Óscar Whalley în prima jumătate a campaniei, și-a făcut debutul în 11 ianuarie următoare într-o înfrângere cu 5-3 împotriva UD Las Palmas și a încheiat sezonul cu 16 apariții. În play-off,  după ce performanța lui Whalley a dus la o înfrângere cu 0–3 acasă cu Girona FC în prima manșă, Bounou l-a înlocuit în a doua pentru o victorie cu 4–1 și au avansat în finală prin golurile în deplasare;  Zaragoza a pierdut finala după aceeași regulă în fața UD Las Palmas. La 23 iulie 2015, s-a întors la echipa aragoneză, din nou printr-un contract de împrumut pe un an. 

### Girona
Pe 12 iulie 2016, Bounou a semnat un contract permanent de doi ani cu Girona.  A jucat exact jumătate din meciuri în primul său sezon – împărtășind cu René Román – deoarece au fost promovați pe locul doi. 

### Sevilla
Pe 2 septembrie 2019, după ce a retrogradat cu catalanii, Bono s-a alăturat clubului andaluz Sevilla FC în clasamentul superior, împrumutat pentru un an.  Ales ca al doilea portar în fața lui Tomáš Vaclík pentru campionat, a jucat regulat în cupă și, în timp ce echipa a câștigat UEFA Europa League 2019-20, a primit laude pentru performanțele sale împotriva lui Wolverhampton Wanderers în sferturile de finală, unde a reușit să apere un penalti a lui Raúl Jiménez și echipa a câștigat cu 1–0,  de asemenea, în victoria cu 2–1 în semifinală împotriva lui Manchester United  și, în cele din urmă, salvarea sa decisivă în fața lui Romelu Lukaku, pentru a câștiga finala 3–2 cu Inter Milano. 
Pe 4 septembrie 2020, Bono a semnat un contract permanent de patru ani cu andaluzii.  La 21 martie a anului următor, în ultimul minut al unui meci împotriva lui Real Valladolid, a marcat primul său gol ca portar profesionist pentru a-și asigura un egal 1–1. 

### Al-Hilal
Pe 17 august 2023, Bono s-a alăturat echipei Al-Hilal din Riyadh cu un contract pe trei ani. În 2023, Bounou a fost nominalizat la Balonul de Aur 2023 și la premiul The Best din același an. Pe 30 octombrie 2023, Bounou s-a clasat pe locul 13 la Balonul de Aur 2023 și pe locul 3 la Trofeul Yashin 2023. Pe 1 noiembrie 2023, Bounou a fost nominalizat la premiile Fotbalistul African al Anului 2023 și Portarul African al Anului 2023 de către CAF. Pe 11 decembrie 2023, Bono a câștigat trofeul pentru cel mai bun portar din Africa la CAF.
În timpul Campionatului Mondial al Cluburilor FIFA din 2025, a parat o lovitură de pedeapsă executată de Federico Valverde în meciul de deschidere, menținând egalitatea, 1-1, împotriva lui Real Madrid. În optimile de finală ale competiției, a realizat 10 parade, inclusiv o paradă crucială unu-la-unu împotriva lui Savinho, într-o victorie cu 4-3 după prelungiri împotriva lui Manchester City, egalând recordul stabilit de Thibaut Courtois în aceeași ediție.

## Palmares
Wydad Casablanca
- Botola: 2009–10
- Vice-campion CAF în Liga Campionilor: 2011

Atlético Madrid
- Supercopa de España : 2014 [22]

Sevilla
- UEFA Europa League: 2019–20 [23]
- Vice-campion Supercupa UEFA: 2020

Individual
- Trofeul La Liga Zamora : 2021–22 [24]
- Echipa sezonului UEFA Europa League : 2019–20 [25]
- MVP african la mijlocul sezonului La Liga : 2021–22 [26]
- MVP african din La Liga : 2021–22 [27]
- Echipa sezonului La Liga : 2021–22
- Cel mai bun portar marocan în străinătate: 2021–22